# 蔚蓝天空 (歌曲)
《蔚藍天空》（日语：コバルト・スカイ）是日本女歌手藍井艾露的第4張單曲，於2013年6月26日由SME Records發售。

## 概要
作為2012年的《INNOCENCE》7個月後，藍井艾露的第4張單曲。本人說，「這是一首明亮、清新、非常積極的歌」。在2013年4月28日於 幕張展覽館 舉行的「ニコニコ超アニソンフェス」，台上MC正式宣布其作品即將發行的消息。發行后曾於2013年7月作為 TBS電視台 節目《COUNT DOWN TV》的片頭主題曲。 該主打歌作為 藍井艾露 首次以動畫作品以外的形式合作。
除通常版與初回限定生産版以外，完全生産限定版當中收錄了 藍井艾露 於2013年3月至15月、赤坂BLITZ 舉行的巡演「BLAU TOUR 2013」現場錄像記錄片。而初回限定生産版則包含該曲MV、於 伊豆大島 拍攝的花絮以及於 西雅圖 舉行的「Sakura-Con」活動記錄片。

## 收錄内容
1. コバルト・スカイ [4:32]
作詞：Eir・rino、作曲：Tomo.、編曲：黒須克彦
TBS電視台『CDTV』2013年7月片頭主題曲
2. DAY BY DAY [4:11]
作詞・作曲・編曲：安田貴広
3. 彩色の星 [4:19]
作詞・作曲：安田史生、編曲：石塚英一朗
4. コバルト・スカイ（Instrumental）

DVD（完全生産限定版）
1. 藍井エイル “BLAU TOUR 2013” 2013.3.15 at 赤坂BLITZ

DVD（初回限定生産版)
1. コバルト・スカイ (Music Video）
2. Making of 「コバルト・スカイ」 in Ohshima
3. Document of Sakura-Con in Seattle

## 收錄專輯
| 曲名             | 專輯     | 發售日期      | 備註       |
| ---------------- | -------- | ------------- | ---------- |
| コバルト・スカイ | 《AUBE》 | 2014年1月29日 | 錄音室專輯 |

## 外部連結
- 日本索尼音樂
  - 完全生産限定盤 （页面存档备份，存于）
  - 初回限定生産盤 （页面存档备份，存于）
  - 通常盤 （页面存档备份，存于）